# Pont del Real
El pont del Real és un pont de València que creua el riu Túria i connecta el barri de l'Exposició amb el de la Xerea. Relaciona, doncs, el carrer del Comte de Trénor i el passeig de la Ciutadella amb el carrer del General Elío i el passeig de l'Albereda, i a més gran escala, la Ciutat Vella amb l'avinguda de Vicent Blasco Ibáñez i la ciutat nova.
El pont fa un notable arc en travessar el riu, accentuat pel desnivell a què se situa, i ho fa amb un lleu biaix cap a l'oest respecte dels dos marges.
El pont del Real, com el nom implica, conduïa al Real de València i al Palau del Real, ambdós situats a l'actual districte del Pla del Real, al marge esquerre del riu. Gran part del Real es va incorporar als Jardins del Real, el segon parc més gran de la ciutat després del Túria, mentre la resta es va urbanitzar o es va conservar com a petits jardins privats. En creuar el pont en direcció est, es troba amb aquests jardins directament davant.
En un origen, com altres ponts de la ciutat, seria un pont de fusta que donava servei al Convent de Sant Doménec i Palau del Real. Aquest pont anirà deteriorant-se, fins que la riuada de 1517 se l'emportà. Més endavant s'hi tornà a construir en fusta, però successives crescudes del Túria l'inutilitzaven. Finalment a final del segle xvi es decidí construir-lo en pedra. Les obres es van iniciar el 1595 amb donacions provinents del cementeri del Convent de Sant Doménec. És, per tant, coetani en el temps amb el pont de la Mar, molt semblant a aquest. Es té constància que les obres estaven finalitzades tres anys més tard amb motiu del casament de Felip III amb Margarida d'Àustria a la catedral de València.
La funció actual del pont és, com a l'antigor, connectar el centre amb el camí a la mar, el qual passava per l'actual passeig de l'Albereda; avui en dia, a més a més, connecta amb el que fou el passeig de València al Mar i es rebatejà com a l'avinguda Blasco Ibáñez; és, llavors, un important nexe de comunicació entre aquest vials tan importants i el carrer de Colom, que forma part de la ronda sud del centre, i el carrer de la Pau, accés principal i tradicional al centre des de la mar.

## Descripció

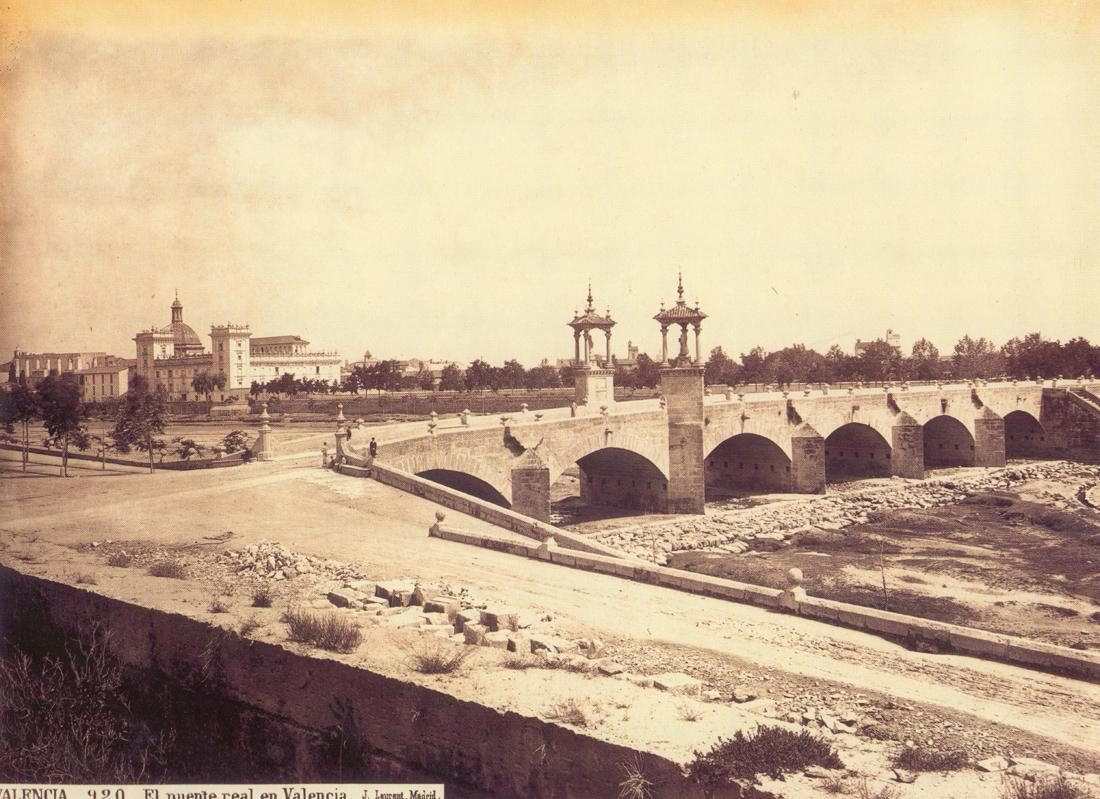
Pont del Real en 1870

El pont del Real segueix el mateix estil medieval del gòtic català que el pont dels Serrans, el pont de la Trinitat i el pont de la Mar, especialment en els dos torricons o casalicis amb estàtues religioses situades a prop del cap meridional del pont, unes torretes que apareixen també al pont de la Mar. Com aquest, les torretes prenen una forma molt estilitzada, amb una teulada triangular sostinguda per tres columnes esveltes. Com tots, els pilars que el sostenen damunt del riu formen arcs gòtics —si bé, no tenen cap punta—, i la totalitat del pont és feta amb blocs enormes de pedra calcària blanquinosa. Les estàtues del pont del real representen a sant Vicent màrtir i a sant Vicent Ferrer, originalment del segle xvii, però desaparegudes durant la guerra i substituïdes per rèpliques posteriorment. Té una gran amplària, a diferència dels altres ponts històrics, que hi permet tres carrils en cada direcció, una mitjana, i unes voreres bastant àmplies a cada banda: en total, vint-i-quatre metres d'amplària. Aquesta amplada major es deu a una ampliació feta després de la riuada del 1957, ampliació que va quasi doblar la seua amplària. On els altres ponts hi tenen fanalets als extrems, el del Real els situa en mig, a la mitjana. També hi ha retocs neoclàssics, sobretot a la barana que oneja lleugerament al llarg del pont i de la qual broten unes formes decoratives ara esfèriques, ara piramidals.
A l'extrem nord, i davant dels Jardins del Real, hi ha unes escales i una rampa que permeten baixar al riu o travessar el transitat carrer de Sant Pius V per davall.